# Dolina (Dobritsj)
Dolina (Bulgaars: Долина) is een dorp in de Bulgaarse gemeente Dobritsjka, oblast Dobritsj. Het dorp ligt hemelsbreed 13 km ten westen van de regionale hoofdstad Dobritsj en 366 km ten noordoosten van Sofia.

## Bevolking
Op 31 december 2020 woonden er 174 personen in het dorp, een daling ten opzichte van het maximum van 781 personen in 1946. In het dorp leeft, naast de Bulgaarse bevolkingsmeerderheid, een kleine groep etnische Turken.
|  |

| Etnische samenstelling van de respondenten (2011) | Etnische samenstelling van de respondenten (2011) | Etnische samenstelling van de respondenten (2011) | Etnische samenstelling van de respondenten (2011) | Etnische samenstelling van de respondenten (2011) |
| ------------------------------------------------- | ------------------------------------------------- | ------------------------------------------------- | ------------------------------------------------- | ------------------------------------------------- |
|                                                   |                                                   |                                                   |                                                   |                                                   |
| Bulgaren                                          | Bulgaren                                          |                                                   | 87,3%                                             | 87,3%                                             |
| Turken                                            | Turken                                            |                                                   | 12,7%                                             | 12,7%                                             |
| Roma                                              | Roma                                              |                                                   | 0,0%                                              | 0,0%                                              |
| Anders/Onbekend                                   | Anders/Onbekend                                   |                                                   | 0,0%                                              | 0,0%                                              |